# Église Notre-Dame-des-Abandonnés de Vitoria-Gasteiz
L'église Notre-Dame-des-Abandonnés (basque : Babesgabeen Andre Mariaren eliza ; espagnol : iglesia de Nuestra Señora de los Desamparados) est un temple paroissial catholique de la ville de Vitoria-Gasteiz au Pays basque, dans la province d'Alava (Espagne). Il s'agit d'une construction moderne, dont une partie du mobilier intérieur provient de l'église démolie du village alavais de Galarreta.

## Description
Le temple a commencé à être édifié en 1961 dans le lot qu'occupait la chapelle du Couvent aujourd'hui disparue des Oblatas. Il est de plan rectangulaire, avec deux chapelles-nefs des deux côtés de la nef principale. Le plafond, tant de la nef principale que des nefs adjacentes, de hauteur inférieure, d'un parquet (tarima) de bois. Deux verrières, sur la nef et les chapelles donnent une lumière directe abondante. Cette disposition produit un volume intérieur propre, monotone, délimité sur les bords et de grande capacité. Le presbytère est élevé sur un vaste socle à une grande hauteur sur le plan général de l'église.
Le Grand Retable est un grand ensemble de styles baroque-rococos de l'église disparue de Galarreta. Sa réalisation figure dans un document par l'artiste José López de Frías à partir de 1734. Partiellement doré et polychrome (en 1754, par le peintre vitorian José de Aguirre), il est composé de banc, de deux corps semi-circulaires disposés en trois allées, délimitées par des colonnes-pilastres en forme de pyramides tronquées  et entourées dans des vignes. Les espaces et les alvéoles en forme d'arc (hornacinas) valorisant les statues qui sont entourées par une décoration abondante en feuillage charnu dénaturé, masques, et autres motifs baroques. Le banc ou predela inclut deux reliefs, à gauche celui de l'Adoration des Rois, et à droite celui de la naissance du Christ. Dans le premier corps se trouvent les hauteurs de volume rond de saint Pierre, saint Paul et, au centre, la Vierge des Abandonnés avec l'enfant. Dans le second corps se trouvent de nouveau la Vierge, dans l'allée centrale, et à ses côtés saint Antoine de Padoue et un saint franciscain. Dans le corps supérieur ou la fin, la scène centrale de la Passion du Christ.
La sacristie (Sagrario), exposé librement dans la chapelle-nef du côté de l'Évangile (nord), est une œuvre précédente, du XVIIe siècle, et son style répond à un classicisme baroque. L'ensemble des pièces d'or et d'argent, convenablement dorées, est composée de trois corps de largeur descendante avec un développement semi-circulaire. Dans le premier corps, entre six colonnes striées (cannelées) aux chapiteaux corinthiens, se trouve la statue du Christ avec la sphère du monde dans sa main gauche et la droite levée, dans une posture de tenir un crucifix (absent). À ses côtés, les statues de saint Pierre et saint Paul. Dans la partie supérieure, des moulures classiques avec des corniches dentées. Le second corps présente quatre colonnes de mêmes caractéristiques du premier et troisièmes. L'allée centrale manque de statues et les latérales abritent celles de saint Jean l'Évangéliste et saint Luc. Le troisième corps présente les statues de saint Jean Baptiste, saint Mathieu et d'autres apôtres qui pourraient être saint Marc.
Il existe deux retables latéraux de petite taille, en provenance de cette même paroisse de Galarreta et fabriqués dans un style très semblable. Un correspond à saint Joseph et l'autre à Notre-Dame du Rosaire.

## Galerie

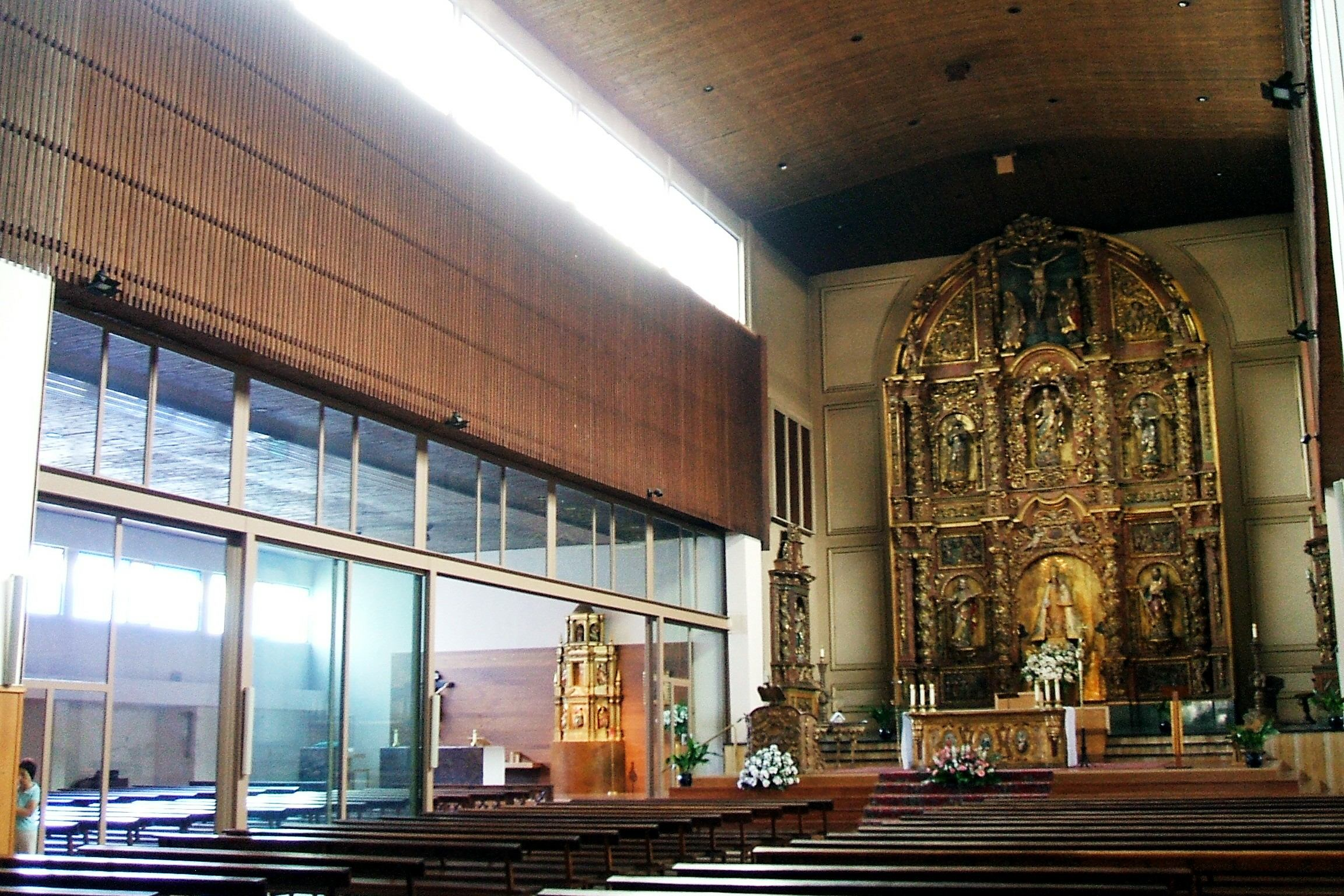
Nef principale et nef-chapelle nord.
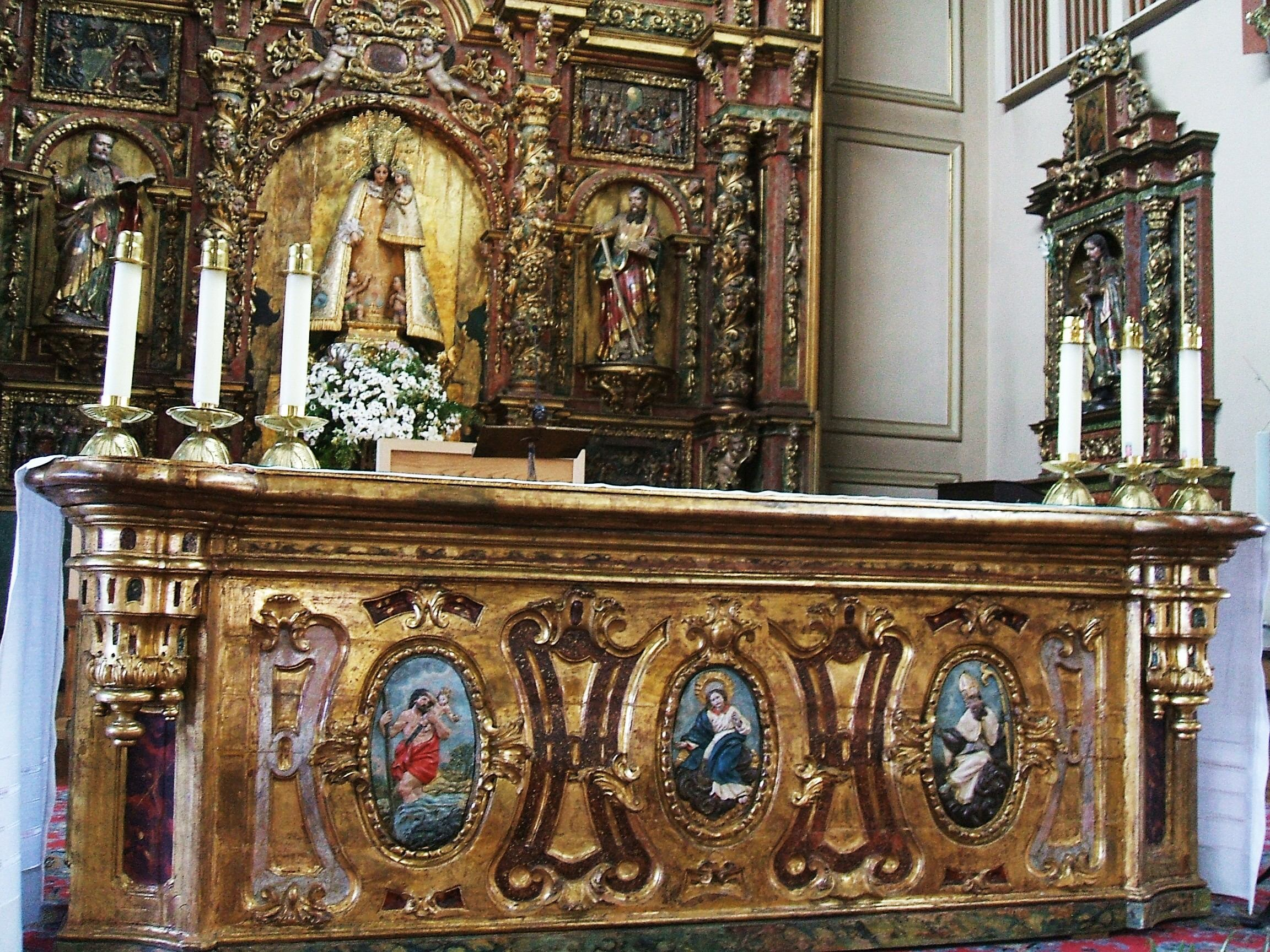
Grand autel.
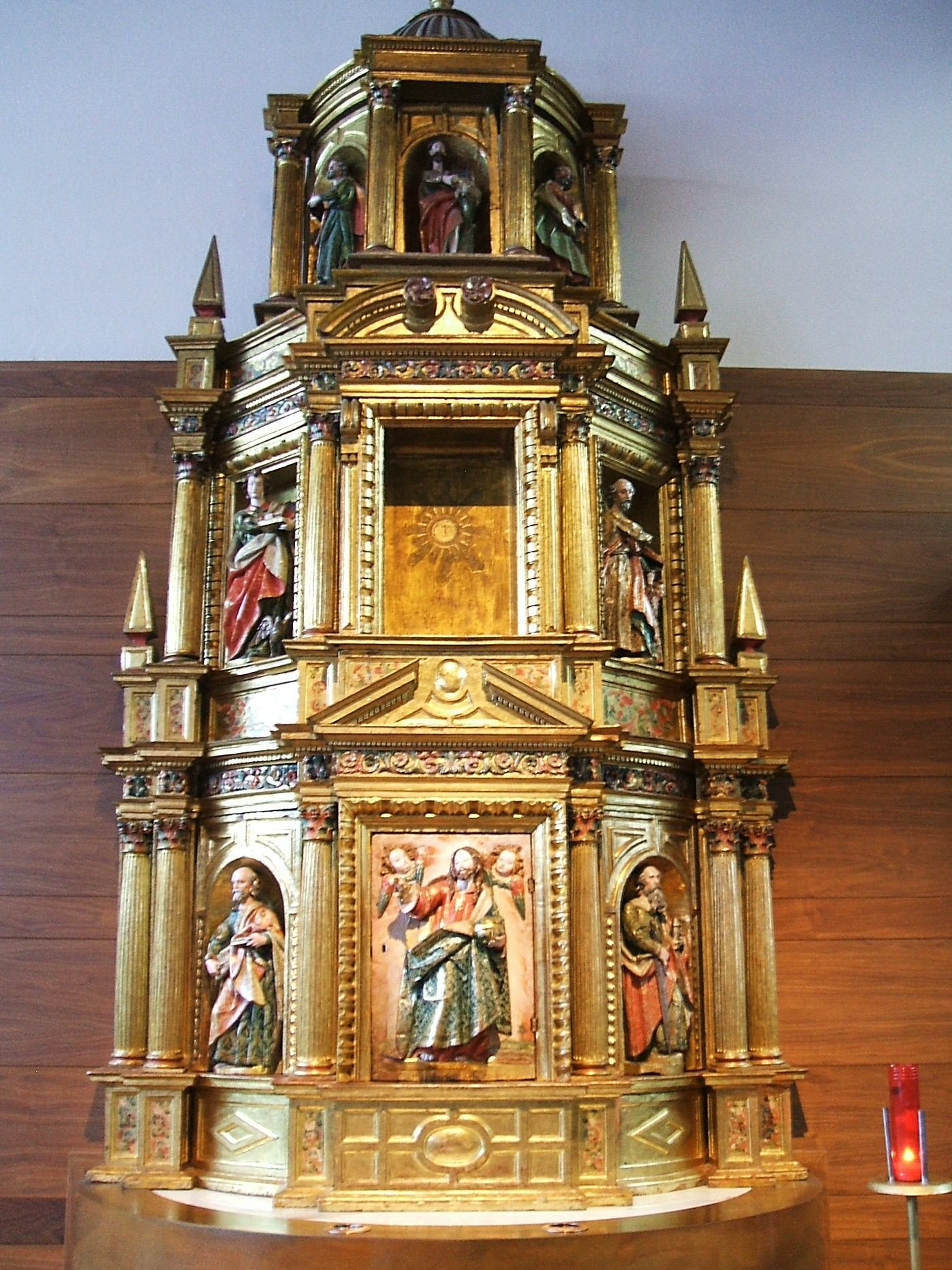
Sacristie.
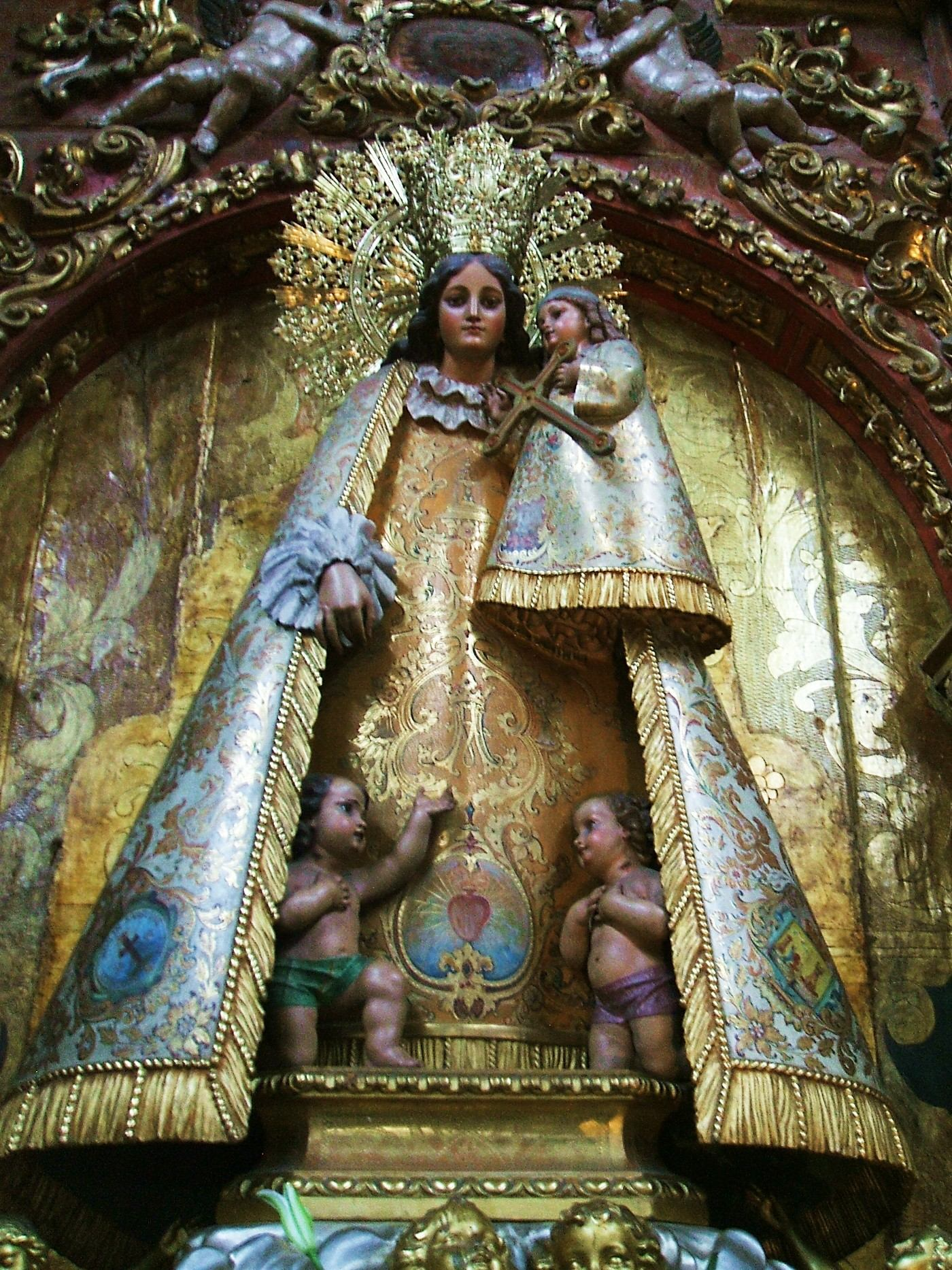
N.-D. des Abandonnés.
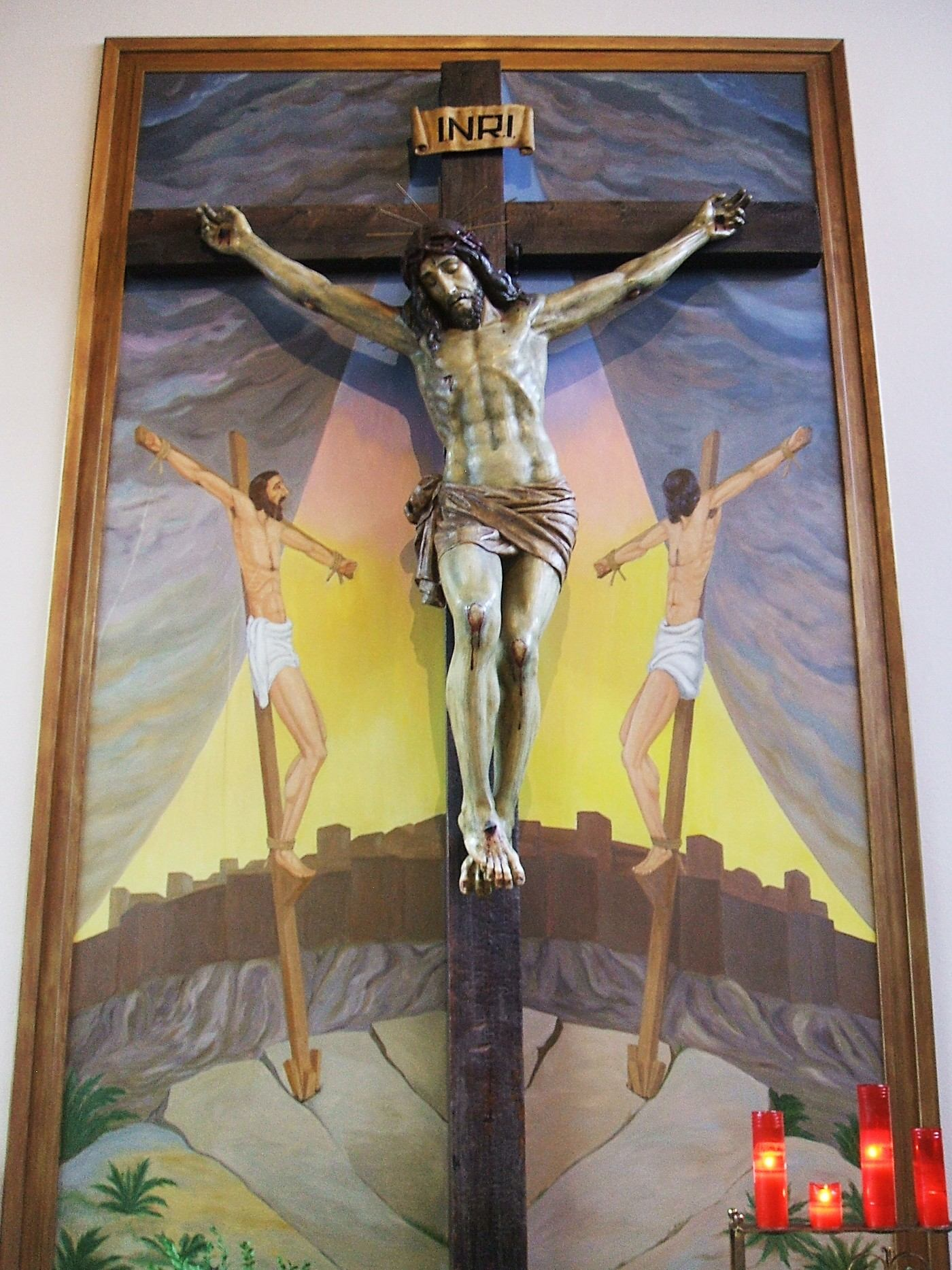
Le Christ Crucifié.

### Sources et bibliographie
- (es) Cet article est partiellement ou en totalité issu de l’article de Wikipédia en espagnol intitulé « Iglesia de Nuestra Señora de los Desamparados (Vitoria) » (voir la liste des auteurs).
- (es) Micaela Josefa Portilla et VVAA. Catálogo Monumental Diócesis de Vitoria. Publications de l'évêché de Vitoria et d'Ouvrage Culturel de la Caja de Ahorros Municipal de Vitoria-Gasteiz, tomes I a IX, 1967-2001.